# Romana Chimowicz-Majewska
Romana Chimowicz-Majewska (ur. 9 lutego 1939 we Lwowie) – polska pedagog, geograf, przewodnik sudecki.

## Życiorys
Urodziła się we Lwowie. Po zakończeniu II wojny światowej znalazła się wraz z rodzicami w Kłodzku (1948). W 1968 roku ukończyła Wyższą Szkołę Pedagogiczną w Gdańsku, a w 1979 roku Studium Geografii Turystycznej przy Uniwersytecie Wrocławskim oraz Studium Ekonomiki i Organizacji Turystyki dla Pilotów i Kierowników Wycieczek Zagranicznych, kurs turystycznych przewodników sudeckich, uczestniczyła w kursach Szkoły Górskiej w Karpaczu. W 1988 roku uzyskała uprawnienia przewodnicze.
W latach 1956–1961 pracowała w Państwowym Domu Wczasów Dziecięcych w Dusznikach-Zdroju, a w latach 1961–1969 uczyła geografii w Szkole Podstawowej nr 7 w Kłodzku, następnie kolejno do 1978 roku w Liceum Ogólnokształcącym im. Bolesława Chrobrego w Kłodzku i do 2007 roku w Zespole Szkół Zawodowych, przekształconym w 2002 roku w Kłodzką Szkołę Przedsiębiorczości. Dodatkowo w latach 1968–1975 była wizytatorem w ośrodku metodycznym.
Wraz z mężem, Leszkiem Majewskim, jest współautorką broszur informacyjnych i przewodników po ziemi kłodzkiej oraz książki Legendy i opowieści Ziemi Kłodzkiej. W 2005 roku za swoją wieloletnią działalność otrzymała tytuł Honorowego Obywatela Miasta Kłodzka (tytuł ten też przyznano Leszkowi Majewskiemu).

## Publikacje
- Romana i Leszek Majewscy: Legendy i opowieści Ziemi Kłodzkiej. Ryszard Ściebura (rys.). T. 1: Część zachodnia. Kłodzko: Oficyna Wydawnicza „Brama”, 2008. OCLC 316451176. Brak numerów stron w książce
- Romana i Leszek Majewscy: Legendy i opowieści Ziemi Kłodzkiej. Ryszard Ściebura (rys.). T. 2: Część wschodnia. Kłodzko: Oficyna Wydawnicza „Brama”, 2008. ISBN 978-83-60549-10-0. OCLC 316451215. Brak numerów stron w książce